# Olof Rudbeck (jägmästare)
Olof Friedrich Rudbeck, född 6 juni 1723 i Uppsala domkyrkoförsamling, Uppsala län, död 1 mars 1800 i Stockholm, var son till arkiatern Olof Rudbeck d.y. och dennes tredje hustru Charlotta Rothenburg. Under studieåren i Uppsala var han lärjunge till Carl von Linné. Han blev överjägmästare i Västernorrlands län 1749 och bidrog verksamt till jägeristatens förkovring i länet. Han var en berömd berättare och kallades "Olle ljugare".